# رویال رامبل (۲۰۲۲)
رویال رامبل (به انگلیسی: Royal Rumble) یک رویداد غیر رایگان (Pay-Per-View) در کشتی حرفه‌ای است که توسط کمپانی دبلیودبلیوئی و برای هر دو برند راو و اسمک‌داون تهیه می‌شود که این دوره‌اش هم در ۲۹ ژانویه ۲۰۲۲ و در د دوم ات امریکنز سنتر شهر سنت لوئیس، ایالت میزوری برگزار شد. این سی و پنجمین رویداد با این نام بود.
بر طبق رسم این پی‌پرویو برندهٔ مسابقه رویال رامبل، حق دادن مسابقه‌ای بر سر کمربند جهانی در رسلمانیای آن سال به دست می‌آورد. برای رویداد سال ۲۰۲۲ هر دو برنده زن و مرد مسابقه رویال رامبل، حق انتخاب قرمان کمربندی جهانی به دلخواه برای مسابقه در رسلمانیا ۳۸ به دست آوردند. برندگان مرد می‌توانند قهرمان کمربند دبلیودبلیوئی برند راو یا قهرمان کمربند یونیورسال اسمک‌داون را برای مسابقه در رسلمانیا انتخاب کنند. برندگان زن هم می‌توانند قهرمان کمربند زنان راو یا قهرمان کمربند زنان اسمک‌داون را انتخاب کنند.

شش مسابقه برگزار شدند. در مسابقه رویال رامبل مردان براک لزنر و در مسابقه رویال رامبل زنان راندا روزی پیروز شدند. بابی لشلی، براک لزنر را شکست داد تا برای دومین بار قهرمان کمربند دبلیودبلیوئی شود. ادج و بث فینیکس هم در مقابل د میز و ماریس در یک مسابقه زوج در مقابل زوج پیروز شدند. همچنین بکی لینچ، دودراپ را شکست داد تا قهرمان کمربند زنان راو باقی بماند. در مسابقهٔ اصلی هم سث رالینز در مقابل رومن رینز پیروز شد؛ اما از آنجایی که این پیروزی با سلب صلاحیت بود، رومن رینز قهرمان باقی ماند. از نکات جالب این مسابقه، ورود سث رالینز با تم ورود و حضور لباس گروه شیلد بود.

## زمینه‌سازی
رویال رامبل شامل مسابقاتی که بین دشمنی‌های موجود، ماجراها و استوری‌هایی که پیش از این در برنامه‌های راو و اسمک‌دان پخش شده بود است. کشتی‌گیرها با توجه به مسابقات یا سری اتفاقاتی که برایشان رخ می‌دهد و تنش‌ها را به حداکثر می‌رساند، نقش منفی یا قهرمان به خود می‌گیرند و در این رویداد به مسابقه و رقابت می‌پردازند. رویال رامبل علاوه بر مسابقاتی که گفته شد، شامل مسابقهٔ ویژه‌ای در هر دو بخش مردان و زنان است که ۳۰ کشتی‌گیر از تمامی برندهای دبلیودبلیوئی به نوبت قرعه‌کشی شده در رینگ حضور پیدا کرده و به انداختن حریفان به بیرون از رینگ می‌پردازند، آخرین کشتی‌گیری که در رینگ باقی بماند پیروز مسابقه خواهد شد و شانس مسابقه با یکی از قهرمانان دبلیودبلیوئی در مسابقهٔ اصلی پی پر ویو رسلمانیا ۳۸ را کسب خواهد کرد.
در روز ۱، براک لزنر، سث «فریکین» رالینز، بابی لشلی، کوین اونز و مدافع قهرمانی بیگ ای را شکست داد تا قهرمان کمربند دبلیودبلیوئی راو شود که ابتدا قرار بود با رومن رینز برای کمربند یونیورسال مسابقه دهد؛ اما رومن رینز در همان شب اعلام کرد که به علت ابتلای او به ویروس کرونا نمی‌تواند در این مسابقه شرکت کند و مسابقه لغو شد. در شوی راو همان هفته پاول هیمن پیش براک لزنر برگشت و این دو دوباره با هم دوست شدند. در همان شب هم بابی لشلی در یک مسابقه فیتال فور وی ۴ جانبه در مقابل بیگ ای، سث رالینز و کوین اونز پیروز شد تا برای رویال رامبل در مقابل لزنر قرار گیرد.

## نتایج
| #                                                     | مسابقه                                                                          | نوع مسابقه | مدت زمان |
| ----------------------------------------------------- | ------------------------------------------------------------------------------- | --- | -------- |
| ۱                                                     | سث «فریکین» رالینز پیروز در مقابل رومن رینز (c) با سلب صلاحیت                   | مسابقه تک نفره برای قهرمانی یونیورسال دبلیودبلیوئی د اوسوز (جیمی اوسو و جی اوسو) اجازه حضور در کنار رینگ را نداشتند. | ۱۴:۲۵    |
| ۲                                                     | راندا روزی پیروز با حذف آخرین نفر یعنی شارلوت فلر                               | مسابقه سی نفره رویال رامبل زنان برای به دست آوردن حق مسابقه بر سر کمربند جهانی در رسلمانیا ۳۸                        | ۵۹:۴۰    |
| ۳                                                     | بکی لینچ (c) پیروز در مقابل دودراپ                                              | مسابقه تک نفره برای کمربند زنان راو                                                                                  | ۱۳:۰۰    |
| ۴                                                     | بابی لشلی (با همراهی ام‌وی‌پی) پیروز در مقابل براک لزنر (c) (با همراهی پاول هیمن) | مسابقه تک نفره برای قهرمانی دبلیودبلیوئی                                                                             | ۱۰:۱۵    |
| ۵                                                     | ادج و بث فینیکس پیروز در مقابل د میز و ماریس                                    | مسابقه تگ تیم ترکیبی زن و مرد                                                                                        | ۱۲:۳۰    |
| ۶                                                     | براک لزنر پیروز با حذف آخرین نفر یعنی درو مکینتایر                              | مسابقه سی نفره رویال رامبل مردان برای به دست آوردن حق مسابقه بر سر کمربند جهانی در رسلمانیا ۳۸                       | ۵۱:۱۰    |
| - (c) – نشان‌دهنده قهرمان(هایی) است که به میدان می‌روند |                                                                                 | |          |

### شرکت‌کنندگان و حذف‌شدگان مسابقه رویال رامبل زنان
– راو
  – اسمک‌دان
  – تالار شهرت
  – ایمپکت رستلینگ
  – کشتی‌گیر آزاد
  – برنده
| قرعه | شرکت‌کننده        | برند/وضعیت     | ترتیب حذف | حذف‌شده توسط        | مدت زمان حضور | تعداد حذف |
| ---- | ---------------- | -------------- | --------- | ------------------ | ------------- | --------- |
| ۱    | ساشا بنکس        | اسمک‌دان        | ۳         | کویین زلینا        | ۰۹:۴۴         | ۲         |
| ۲    | ملینا            | کشتی‌گیر آزاد   | ۱         | ساشا بنکس          | ۰۰:۵۳         | ۰         |
| ۳    | تامینا           | راو            | ۵         | ساشا بنکس          | ۰۰:۵۳         | ۰         |
| ۴    | کلی کلی          | کشتی‌گیر آزاد   | ۲         | ساشا بنکس          | ۰۱:۰۵         | ۰         |
| ۵    | آلیاه            | اسمک‌دان        | ۱۰        | شارلوت فلیر        | ۲۲:۵۰         | ۰         |
| ۶    | لیو مورگان       | راو            | ۱۷        | بری بلا            | ۳۷:۲۰         | ۰         |
| ۷    | کویین زلینا      | راو            | ۹         | ریا ریپلی          | ۱۷:۲۵         | ۱         |
| ۸    | بیانکا بلر       | راو            | ۲۷        | شارلوت فلیر        | ۴۷:۳۰         | ۱         |
| ۹    | دینا بروک        | راو            | ۴         | میشل مک‌کول         | ۰۲:۱۲         | ۰         |
| ۱۰   | میشل مک‌کول       | کشتی‌گیر آزاد   | ۱۳        | میکی جیمز          | ۲۰:۵۰         | ۱         |
| ۱۱   | سونیا دویل       | کشتی‌گیر آزاد   | ۷         | نیومی              | ۰۲:۰۰         | ۲         |
| ۱۲   | ناتالیا          | اسمک‌دان        | ۲۴        | بیانکا بلر         | ۳۶:۱۷         | ۲         |
| ۱۳   | کامرون           | کشتی‌گیر آزاد   | ۶         | سونیا دویل         | ۰۰:۵۱         | ۰         |
| ۱۴   | نیومی            | اسمک‌دان        | ۱۱        | سونیا دویل         | ۰۷:۱۸         | ۱         |
| ۱۵   | کارملا           | راو            | ۸         | ریا ریپلی          | ۰۰:۵۰         | ۰         |
| ۱۶   | ریا ریپلی        | راو            | ۲۶        | شارلوت فلیر        | ۳۰:۵۹         | ۳         |
| ۱۷   | شارلوت فلر       | اسمک‌دان        | ۲۹        | روندا رزی          | ۳۱:۲۳         | ۵         |
| ۱۸   | آیووری           | تالار شهرت     | ۱۲        | ریا ریپلی          | ۰۰:۲۵         | ۰         |
| ۱۹   | بری بلا          | تالار شهرت     | ۲۲        | روندا رزی          | ۱۹:۲۱         | ۳         |
| ۲۰   | میکی جیمز        | ایمپکت رستلینگ | ۱۸        | لیتا               | ۱۱:۴۰         | ۱         |
| ۲۱   | آلیشا فاکس       | کشتی‌گیر آزاد   | ۱۵        | نیکی بلا           | ۰۶:۳۰         | ۰         |
| ۲۲   | نیکی ای.اس. ایچ. | راو            | ۲۰        | روندا رزی          | ۱۲:۱۳         | ۱         |
| ۲۳   | سامر ری          | کشتی‌گیر آزاد   | ۱۴        | ناتالیا            | ۰۰:۵۲         | ۰         |
| ۲۴   | نیکی بلا         | تالار شهرت     | ۲۱        | بری بلا            | ۰۸:۴۰         | ۲         |
| ۲۵   | ساراه لوگان      | کشتی‌گیر آزاد   | ۱۶        | بری بلا و نیکی بلا | ۰۰:۴۳         | ۰         |
| ۲۶   | لیتا             | تالار شهرت     | ۲۵        | شارلوت فلیر        | ۱۰:۲۱         | ۱         |
| ۲۷   | مایتی مالی       | تالار شهرت     | ۱۹        | نیکی ای.اس. ایچ.   | ۰۰:۲۰         | ۰         |
| ۲۸   | روندا رزی        | کشتی‌گیر آزاد   | —         | برنده              | ۱۰:۱۶         | ۴         |
| ۲۹   | شاتزی            | اسمک‌دان        | ۲۳        | روندا رزی          | ۰۲:۵۶         | ۰         |
| ۳۰   | شینا بزلر        | اسمک‌دان        | ۲۸        | شارلوت فلیر        | ۰۵:۳۱         | ۰         |

### شرکت‌کنندگان و حذف‌شدگان مسابقه رویال رامبل مردان
– راو
  – اسمک‌دان
  – کشتی‌گیر آزاد
  – برنده
| قرعه | شرکت‌کننده        | برند/وضعیت   | ترتیب حذف | حذف‌شده توسط                                                              | مدت زمان حضور | تعداد حذف |
| ---- | ---------------- | ------------ | --------- | ------------------------------------------------------------------------ | ------------- | --------- |
| ۱    | ای‌جی استایلز     | راو          | ۱۴        | مدکپ ماس                                                                 | ۲۹:۰۶         | ۶         |
| ۲    | شینسوکه ناکامورا | اسمک‌دان      | ۲         | ای‌جی استایلز                                                             | ۰۵:۵۱         | ۰         |
| ۳    | آستین تئوری      | راو          | ۱۱        | ای‌جی استایلز                                                             | ۲۲:۰۶         | ۱         |
| ۴    | رابرت رود        | راو          | ۱         | ای‌جی استایلز                                                             | ۰۰:۵۴         | ۰         |
| ۵    | ریج هالند        | اسمک‌دان      | ۱۲        | ای‌جی استایلز                                                             | ۱۹:۱۱         | ۱         |
| ۶    | مونتز فورد       | راو          | ۶         | اوماس                                                                    | ۰۹:۱۰         | ۰         |
| ۷    | دیمین پریست      | راو          | ۷         | اوماس                                                                    | ۱۱:۰۴         | ۰         |
| ۸    | سمی زین          | اسمک‌دان      | ۴         | ای‌جی استایلز                                                             | ۰۳:۱۷         | ۱         |
| ۹    | جانی ناکسویل     | کشتی‌گیر آزاد | ۳         | سمی زین                                                                  | ۰۱:۲۶         | ۰         |
| ۱۰   | آنخلو داوکینز    | راو          | ۵         | اوماس                                                                    | ۰۲:۱۵         | ۰         |
| ۱۱   | اوماس            | راو          | ۸         | ای‌جی استایلز، آستین تئوری، ریج هالند، ریکوشی، چاد گیبل و دومینیک میستریو | ۰۴:۲۴         | ۳         |
| ۱۲   | ریکوشی           | اسمک‌دان      | ۹         | کوربین خوشحال                                                            | ۰۴:۲۳         | ۱         |
| ۱۳   | چاد گیبل         | راو          | ۱۳        | ریک بوگس                                                                 | ۰۸:۱۸         | ۱         |
| ۱۴   | دومینیک میستریو  | راو          | ۱۰        | کوربین خوشحال                                                            | ۰۳:۴۴         | ۱         |
| ۱۵   | کوربین خوشحال    | اسمک‌دان      | ۱۷        | درو مکینتایر                                                             | ۱۰:۴۷         | ۳         |
| ۱۶   | دولف زیگلر       | راو          | ۲۰        | ری میستریو و بد بانی                                                     | ۲۰:۴۶         | ۰         |
| ۱۷   | شیمس             | اسمک‌دان      | ۱۹        | بد بانی                                                                  | ۱۷:۵۵         | ۰         |
| ۱۸   | ریک بوگس         | اسمک‌دان      | ۱۵        | کوربین خوشحال                                                            | ۰۴:۳۳         | ۱         |
| ۱۹   | مدکپ ماس         | اسمک‌دان      | ۱۶        | درو مکینتایر                                                             | ۰۴:۲۴         | ۱         |
| ۲۰   | ریدل             | راو          | ۲۷        | براک لزنر                                                                | ۱۹:۴۶         | ۲         |
| ۲۱   | درو مکینتایر     | اسمک‌دان      | ۲۹        | براک لزنر                                                                | ۱۹:۱۸         | ۲         |
| ۲۲   | کوین اونز        | راو          | ۲۲        | شین مک‌من                                                                 | ۱۱:۱۳         | ۱         |
| ۲۳   | ری میستریو       | راو          | ۲۱        | اوتیس                                                                    | ۰۹:۰۵         | ۱         |
| ۲۴   | کوفی کینگستون    | اسمک‌دان      | ۱۸        | کوین اونز                                                                | ۰۰:۲۱         | ۰         |
| ۲۵   | اوتیس            | راو          | ۲۴        | ریدل و رندی اورتن                                                        | ۰۸:۵۲         | ۱         |
| ۲۶   | بیگ ای           | راو          | ۲۳        | ریدل و رندی اورتن                                                        | ۰۶:۳۷         | ۰         |
| ۲۷   | بد بانی          | کشتی‌گیر آزاد | ۲۶        | براک لزنر                                                                | ۰۷:۴۱         | ۲         |
| ۲۸   | شین مک‌من         | کشتی‌گیر آزاد | ۲۸        | براک لزنر                                                                | ۰۵:۳۸         | ۱         |
| ۲۹   | رندی اورتن       | اسمکدان      | ۲۵        | براک لزنر                                                                | ۱:۵۱          | ۲         |
| ۳۰   | براک لزنر        | کشتی‌گیر آزاد | —         | برنده                                                                    | ۰۲:۳۲         | ۵         |

## موضوعات مرتبط
- دبلیودبلیوئی رویال رامبل
- فهرست قهرمانان کنونی دبلیودبلیوئی
- دبلیودبلیوئی روز ۱
- سروایور سریز (۲۰۲۱)
- براک لزنر
- رومن رینز
- سث رالینز